# Montézic
Montézic (okzitanisch: Montasic) ist ein Ort und eine südfranzösische Gemeinde mit 226 Einwohnern (Stand: 1. Januar 2022) im Département Aveyron in der Region Okzitanien. Sie gehört zum Arrondissement Rodez und zum Kanton Aubrac et Carladez. Die Einwohner werden Montézicois genannt.

## Lage
Montézic liegt etwa 51 Kilometer nordnordöstlich von Rodez. An der nördlichen und westlichen Gemeindegrenze fließt der Truyère entlang. Im Gemeindegebiet befindet sich das Réservoir de Montézic (ein Pumpspeicherbecken). Das Gemeindegebiet gehört zum Regionalen Naturpark Aubrac. Umgeben wird Montézic von den Nachbargemeinden Lacroix-Barrez im Norden, Saint-Symphorien-de-Thénières im Nordosten und Osten, Saint-Amans-des-Cots im Osten und Süden, Campouriez im Südwesten sowie Saint-Hippolyte im Westen.

## Bevölkerungsentwicklung
| Jahr                       | 1962 | 1968 | 1975 | 1982 | 1990 | 1999 | 2006 | 2019 |
| Einwohner                  | 312  | 238  | 240  | 297  | 226  | 240  | 247  | 214  |
| Quellen: Cassini und INSEE |      |      |      |      |      |      |      |      |

## Wirtschaft
Das Pumpspeicherkraftwerk von Montézic erzeugt eine Leistung von etwa 910 Megawatt.

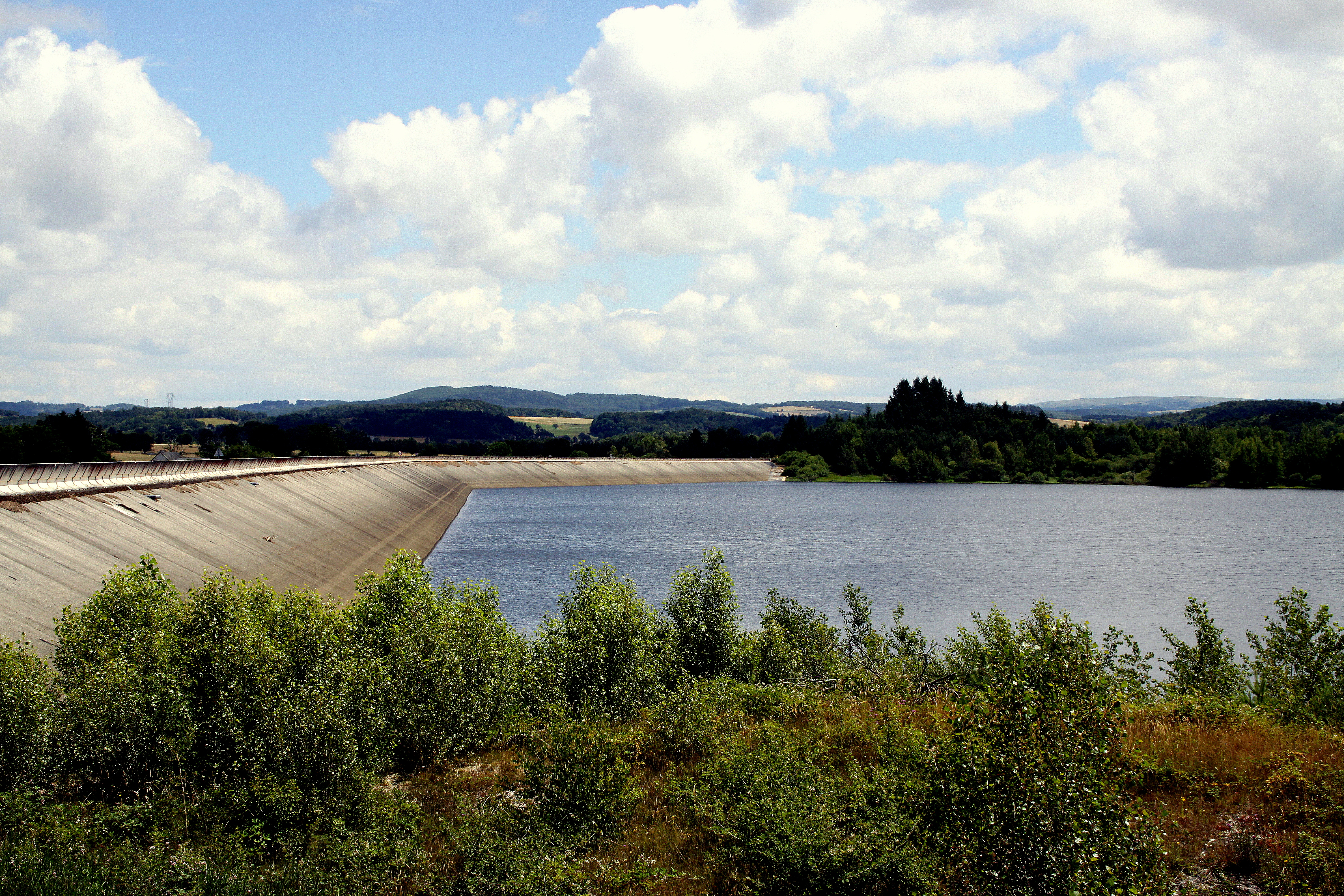
Staudamm des Pumpspeicherkraftwerks